# Victoria Towers
De Victoria Towers is een complex van drie woontorens in de Chinese stad Hongkong, gelegen in het district Tsim Sha Tsui. De torens zijn alle 213 meter hoog en tellen 62 verdiepingen. Het complex is ontworpen door Rocco Design Architects Limited.